# Plivački Klub Primorje

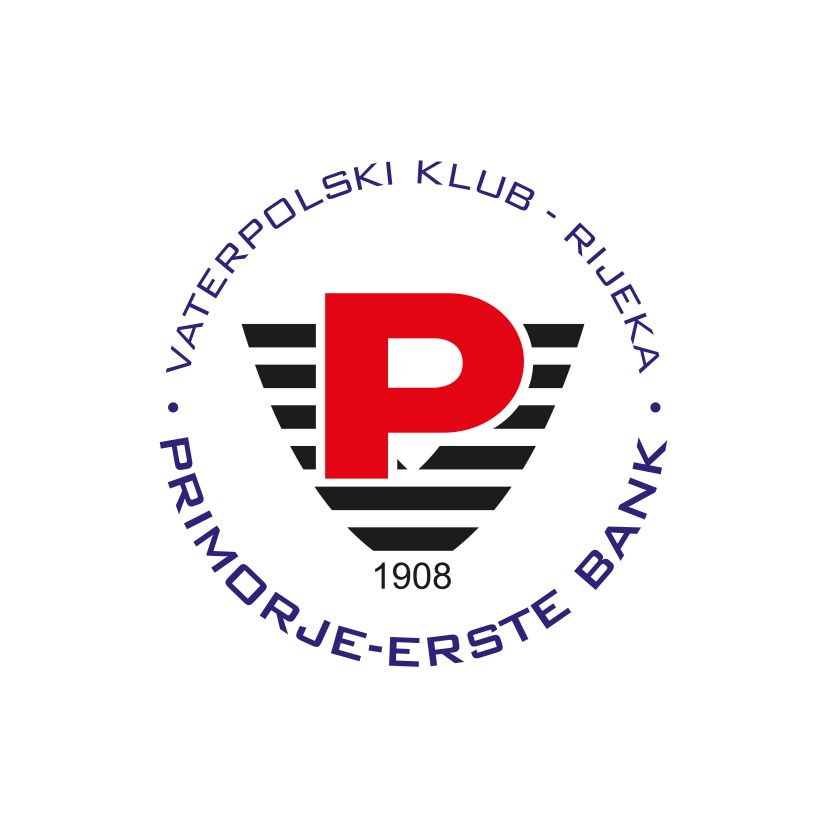
Logo du PK Primorje en 2017

Le Plivački Klub Primorje (PK Primorje) est un club de natation et de water-polo croate, basé à Rijeka et fondé en 1908.